# Crucificação com Pietà (Lotto)
A Crucificação com Pietà ou, simplesmente, Crucificação é uma pintura do pintor renascentista italiano Lorenzo Lotto, executada entre 1529-1534 e alojada na igreja de Santa Maria della Pietà in Telusiano, Monte San, província de Macerata, região de Marcas, Itália.

## História
A obra foi encomendada pelo bispo Bonafede para a igreja, pintada principalmente em Veneza, e colocada no local atual por volta de 1534. A assinatura na pintura só foi descoberta em 1831.